# Пожарная автоматика
Пожарная автоматика — комплекс технических средств для предупреждения, тушения, локализации или блокировки пожара внутри помещений. Пожарной автоматикой оборудуют здания и помещения с повышенной пожарной опасностью. Средства пожарной автоматики предназначены для автоматического обнаружения пожара, оповещения о нём людей и управления их эвакуацией, автоматического пожаротушения и дымоудаления, управления инженерным и технологическим оборудованием зданий и объектов.

## Виды систем
Различают системы пожарной автоматики, включающиеся автоматически и действующие по определённой программе — системы автоматической пожарной защиты (САПЗ), и установки пожарной защиты (УПЗ), приводимые в действие оператором.

## Элементы системы пожарной автоматики
В качестве исполнительных устройств, предназначенных для формирования и направления струи огнетушащих веществ (жидкости, пены, порошка, газа), используются распылители, пеногенераторы, трубные насадки. Огнетушащие вещества в систему пожарной автоматики подаются из централизованных (например, водопровод), автономных или комбинированных питателей.
Наибольшее распространение получили водяные (спринклерные и дренчерные), углекислотные, аэрозольные и порошковые системы. П. а. на основе спринклеров представляет собой сеть укрепленных под перекрытием помещения труб с ввинченными в них водораспыливающими насадками (спринклерами). Выходное отверстие спринклера перекрыто клапаном, который удерживается в закрытом состоянии т. н. тепловым замком. При повышении температуры в помещении до расчётного значения замок разрушается и клапан отходит, открывая доступ воде.
Пожарная автоматика на основе насадок без теплового замка (дренчеров) включается клапаном, который приводится в действие либо спринклером, установленным на пусковой воздушной линии, либо тросовым тепловым замком. В зависимости от промежутка времени, через который САПЗ срабатывает после начала пожара, различают сверхбыстродействующие (до 0,1 сек), быстродействующие (до 3 сек) и обычные (до 180 сек)системы. Непрерывная подача огнетушащих средств длится от 30 сек до 60 мин.

## Причины, снижающие эффективность применения систем пожарной автоматики
Существует группа основных причин, снижающих эффективность применения систем пожарной автоматики:
- ложные срабатывания систем пожарной автоматики приводят к тому, что её отключают либо, что ещё хуже, вместо ремонта неисправного шлейфа сигнализации ставят оконечную цепочку прямо в прибор приемно-контрольный пожарный, имитируя его нормальную работу и вводя в заблуждение службу безопасности объекта;
- отсутствие срабатываний системы пожарной автоматики длительное время приводит к снижению бдительности пользователей и в критической ситуации влияет на правильность принимаемых решений оператором в случае возникновения пожара;
- смонтированные установки автоматического пожаротушения в ряде случаев не способны выполнить своей прямой задачи из-за того, что ввиду опасения несанкционированного выхода огнетушащего вещества отключают цепи запуска системы пожаротушения;
- обслуживающие организации систем пожарной автоматики формально делают необходимые записи в журнале технического обслуживания, а регламентными проверками системы пренебрегают[2].